# فرانکو آرچیبوگی

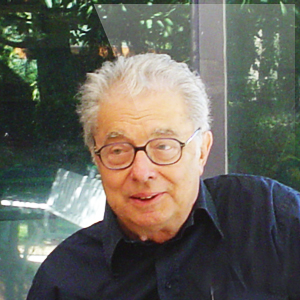
فرانکو آرچیبوگی

فرانکو آرچیبوگی (Franco Archibugi) (زاده ۱۸ سپتامبر ۱۹۲۶ – درگذشته ۲۳ نوامبر ۲۰۲۰)، دانشمند علوم سیاسی، اقتصادی و اجتماعی، استاد دانشگاه در بخش سیاست اقتصادی و آمایش سرزمین، اهل ایتالیا بود. او به‌طور گسترده در ایتالیا و آژانس‌های دولتی بین‌المللی کار می‌کرد؛ از جمله در حوزه‌های توسعه اقتصادی، رفاه اجتماعی و سیاست همکاری. آرچیبوگی نویسنده چندین کتاب در حوزه نظریه برنامه‌ریزی و روش‌شناسی بوده و از جمله نظریه‌پردازان و طرف‌داران رشته جدید و واحد برنامه‌ریزی بود – «پلانولوجی» – که هدف آن ایجاد یک پل ارتباطی میان پیشرفت علمی نظری در اقتصاد و سایر علوم اجتماعی با اثرگذاری و مدیریت واقعی سیاسی و اداری، است. پس از بازنشسته شدن از وظایف دانشگاهی، هنوز هم در حوزه پژوهش فعال بوده و به عنوان رئیس مرکز مطالعات برنامه‌ریزی کار می‌کرد. او در سن ۹۴ سالگی، در نوامبر ۲۰۲۰ در شهر روم درگذشت.

## زندگی‌نامه
متولد ۱۹۲۶ میلادی در شهر روم و فرزند ویلون نواز کورادو آرچیبوگی و آدیلینا فرانسیا، او نوه مورخ هنر، انیو فرانسیا بود.
او با انجام دادن اقدامات نمایشی کوچک مانند توزیع کردن برگه‌های آگهی سوسیالیستی در سینماها و با پخش کردن میخ‌های دارای چهاروم لبه در ویا فلامینیا در روم، در مقاومت شرکت می‌کرد. پس از آزادی روم در ۱۹۴۴ میلادی، او یکی از رهبران در احیای مجدد فدراسیون جوانان سوسیالیست ایتالیا به رهبری ماتیو ماتیوتی، لئو سولاری و ماریو زاگاری بود، آشنایی او با زوگاری و دوست وی جیورجیو روفولو بعداً یک رابطه طولانی مدت مبدل شد. طی همان سال‌ها، وی همچنین در راستای بنیان‌گذاری شعبه ایتالیای بین‌المللی چهاروم، همراه با جیورجیو روفولو، همکاری نمود.
نخستین شغل وی در وزارت بازسازی بود، از نزدیک با وزیر میوکیو روینی و رئیس کابینه وی به‌نام فیدیریکو کافی کار نموده و هنگام اجرای طرح مارشال از ایتالیا در اروپا نمایندگی می‌کرد. او همراه با کافی تا زمانی ناپدید شدنش، بسیار دوستی عمیق داشت.
او که دانشجوی مؤسسه فلسفه دانشکده ادبیات و فلسفه در دانشگاه ساپینزای روم بود، استادی همانند گویدو کالوجیرو و دوستان و همکلاسانِ درخشان و جوان همانند لوسیو کولیتی، ایمیلیو گالونی، تولیو گریجوری و چینارو ساسو داشت و تز خود را تحت راهنمایی کارلو انتونی در مورد عصر روشن‌گری آلمان نوشت.
پس از انشعاب حزب سوسیالیست ایتالیا، او همراه با تمامی فدراسیون جوانان سوسیالیست به حزب سوسیالیست لیبرال ایتالیا (بعداً به PSDI تغییر نام داد) تحت رهبری جوزپه ساراگات، پیوست. او در کنفدراسیون کارگران اتحادیه‌های صنفی ایتالیا (CISL) شروع به کار نموده و با پیترو میرلی براندینی همکاری نمود.
پس از مرگ ایوجینیو کولورنی در ۱۹۴۴ میلادی، او برای مدت طولانی با ارنیستو روسی به عنوان دوست باقی ماند و چیزی که آن‌ها را باهم نزدیک کرده بود، تعهد مشترک حرفه‌ای آن‌ها برای بازسازی اقتصادی ایتالیا و نظر مشترک شان در طرف‌داری از اروپا بود. چندی بعد وی یکی از مقامات جوان بود که به عنوان رئیس عمومی سازمان ذغال سنگ و فولاد اروپا در اواخر دهه ۱۹۵۰ میلادی، فرایند ادغام اروپا را آغاز نمود.
او که از نظر ایدئولوژی به تعلیمات سوسیالیستی نزدیک بود، پس از انتصاب بتینو کراشی به عنوان رئیس PSI، به تدریج از این حزب فاصله گرفت، به حدی که وی بعداً از فهرست‌های سایر احزاب مانند حزب رادیکال در ۱۹۸۷ و فهرستی به رهبری ماسیمو سیویرو چیانینی در ۱۹۹۲ میلادی حمایت کرد.
آرچیبوگی یکی از طرف‌داران برنامه‌سازی در دهه ۱۹۶۰ میلادی در ایتالیا بوده و از نزدیک با انتونیو جیولیتی و جیورجیو روفولو همکاری داشت. او پروفسور برنامه‌ریزی شهری بوده و در دانشگاه کالابریا، دانشگاه فردریکو دوم (ناپل) و در مدرسه ملی اداره (ایتالیا) تدریس نموده‌است. او که مرکز مطالعات برنامه‌ریزی را در ۱۹۶۳ بنیان‌گذاری نموده و رئیس آن بود، از جمله طرف‌داران (و ترویج کنندگان) یک رشته تدریسی واحدِ جدید در حوزه برنامه‌ریزی شد. او در راستای توسعه تکنیک‌های برنامه‌ریزی در حوزه‌های شهری، اراضی و اقتصاد کار نموده و با سازمان‌های ملل متحد، کمیسیون اروپا و سازمان همکاری توسعه اقتصادی و برندگان جایزه نوبل اقتصاد یان تینبرگین، راگنار فریش، واسیلی لئونتیف و ریچارد استون همکاری داشت. همراه با ژاک دولور و استوارت هولاند، او پیشنهاد برنامه‌ریزی فراتر از برنامه‌ریزی کاپیتالیست را ارایه کرد.
طی سال‌های پسین، او روی سه کتاب بزرگ در مورد روی‌کرد برنامه‌ای به شدت کار نموده که سال قبل توسط انتشارات پالگریو مک‌میلان به دست نشر سپرده شد.

## زندگی خصوصی
او در ۱۹۵۳ میلادی با شاعر موزی اپیفانی ازدواج نموده و صاحب چهار فرزند شدند، لوکا، دانیل، فراسیسکا و البرتینا. پس از این‌که آن‌ها از هم جدا شدند، وی از کارلا کوینگ صاحب فرزندی پنجمی به‌نام ماتیاس شد و بعداً ششمین فرزند وی، الیساندرو از خانم دومش به‌نام فولویا بانچی بود. خانه وی در خارج از روم در دیوینو آمور، علاوه بر این‌که – از ۱۹۸۱ به بعد – میزبان مقر مرکز مطالعات برنامه‌ریزی بود، به یک کانون پر جنب و جوش فرهنگی، موسیقی و زندگی اجتماعی مبدل شده بود.
برادران بزرگ‌تر پدرِ پدربزرگ وی به‌نام فرانسیسکو و الیساندرو آرچیبوگی، از جمله داوطلبان گردان دانشگاه ساپینزا بودند و در دفاع از جمهوری روم (۱۸۴۹ میلادی) وفات کردند. به عنوان پسر نوه آن‌ها، فرانکو با شرکت در مراسم گرامی‌داشت و همچنین به عنوان عضو انجمن ملی کهنه سربازان گاریبالدی، خاطرات آن‌ها را زنده نگهداشت.

## تحصیلات
۱۹۴۴ – ۱۹۵۲ میلادی: دانشگاه ساپینزای روم. مدرک در تاریخ و فلسفه.
۱۹۴۷ – ۱۹۵۰ میلادی: ISE – BCI – [مؤسسه مطالعات اقتصادی. دپارتمان روم]
۱۹۶۳ – ۱۹۶۴ میلادی: مدرسه اقتصاد لندن (LSE). دیپلم یک ساله در «اداره اقتصادی و اجتماعی».

## شخصیت سیاسی-حرفه‌ای
- فرانکو آرچیبوگی از همان آغاز، فعالیت‌های پژوهشی را با فعالیت‌های سیاسی و حرفه‌ای خود در هم ادغام نمود. از ۱۹۴۵ – ۱۹۵۰ میلادی (بلافاصله پس از جنگ جهانی دوم) او – قبل از به‌دست آوردن مدرک دانشگاه – به عنوان افسر تازه‌کار در اداره حکومتی برای بازسازی کشور و سیاست همکاری اروپا کار می‌کرد. [در وزارت بازسازی و در کمیته وزیران برای برنامه احیای اروپا (ERP)، («طرح مارشال») در روم و بعدتر در OECE در پاریس.]
- در میان سال‌های ۱۹۵۱ – ۱۹۵۶ میلادی وی مشاور اقتصادی و آموزشی کنفدراسیون اتحادیه‌های صنفی کارگران (CISL) شد؛ و از ۱۹۵۶ – ۱۹۵۷ میلادی سمت رئیس کمیته اقتصادی (مربوط به سازمان منطقه‌ای اروپای کنفدراسیون اتحادیه‌های صنفی کارگران، لندن-بروکسل) را بر عهده داشت؛ وی در این وظایف خود در مذاکراتِ پیمان‌های روم برای ایجاد اتحادیه اقتصادی اروپا، شرکت نمود.
- وی بعداً به عنوان رئیس دبیرخانه فنی کمیته وزارت‌خانه‌ها برای جنوب (Comitato dei Ministri per il Mezzogiorno) (1958 – 1959 میلادی) گماشته شد.